# Peckia spectabilis
Peckia spectabilis är en tvåvingeart som först beskrevs av Aldrich 1916.  Peckia spectabilis ingår i släktet Peckia och familjen köttflugor.
Artens utbredningsområde är Bahamas. Inga underarter finns listade i Catalogue of Life.